# アビエーション・トレーダーズ アカウンタント
Aviation Traders ATL-90 Accountant
航空ショーで飛行中のアカウンタント
- 用途：旅客機
- 製造者：アビエーション・トレーダーズ
- 初飛行：1957年7月9日
- 生産数：1機
- 運用状況：スクラップ

アビエーション・トレーダーズ アカウンタント（Aviation Traders ATL-90 Accountant）とは、1950年代後半に第二次世界大戦後に大量に就役していたDC-3の代替需要を狙ってイギリスで開発されたターボプロップ双発旅客機である。しかしプロトタイプ1機が進空したのみで量産されることはなかった。

## 概要
航空機の改造を手がけていたアビエーション・トレーダーズのオーナーで、その後レイカー航空のオーナーともなったフレディー・レイカー(Freddie Laker)は、1952年に双発ターボプロップ新造機を開発し航空機市場に参入しようとした。これは当時世界各国で就役していた傑作レシプロ（ピストン）輸送機であるDC-3が経年（老朽）化してきており、次世代の推進機関であるターボプロップエンジン搭載の市場に対する期待があったためである。
アビエーション・トレーダーズが開発したアカウンタントは1957年7月9日に初飛行（機体記号、G-41-1後にG-ATELに変更）成功したが、この機体は28人乗りの旅客機で、製造法と構造が優れているとして愛称に"会計士"と命名した。搭載エンジンはロールス・ロイス ダートであった。しかし、同様にDC-3の代替需要を狙って開発された双発旅客機には同じイギリスのアブロ 748とハンドレページ ダートヘラルド、オランダのフォッカー F27、そして日本のYS-11など多数あった。そのため競争相手が多くまた市場への投入も遅かった。さらにアビエーション・トレーダーズの致命的な欠点として、仮に大量受注に成功しても、量産に必要な適切な設備がなかった、
1957年9月に開催されたファーンボロー国際航空ショーで展示されたが、受注契約には至らなかった。そのため事業継続が断念され、1958年1月10日に最後の試験飛行が行われた後、二度と飛ばず1960年に解体処分された。なお、アカウンタントの胴体前部は独特の形状をしていたが、これは貨物タイプとしてスイングノーズ取り付け用に提案された為であった。また旅客タイプにはファーストクラス14席を含む42席のストレッチタイプATL-91も計画されていたが、全て中止になった。

## 機体性能
- 乗員：2-3名
- 乗客：28 名
- ペイロード：5,136 kg (11,323 lb)
- 全長：18.93 m (62 ft 1 in)
- 全幅：25.15 m (82 ft 6 in)
- 高さ：7.70 m (25 ft 3 in)
- 翼面積：58.71 m² (632 ft²)
- 空虚重量：7,693 kg (16,961 lb)
- 最大離陸重量：14,512 kg (32,000 lb)
- エンジン：ロールス・ロイス ダート RDa.6 ターボプロップ 双発
- 出力：1,730 ehp (1,291 kW)
- 巡航速度：470 km/h
- 最大航続距離：3,364 km
- 実用上昇限界：7,620 m